# Dolná Mičiná
Dolná Mičiná es un municipio del distrito de Banská Bystrica en la región de Banská Bystrica, Eslovaquia, con una población estimada a final del año 2024 de 520 habitantes.
Se encuentra ubicado en la zona centro-norte de la región, cerca del río Hron —un afluente izquierdo del Danubio— y de la frontera con la región de Žilina.

## Demografía
| Año        | 1994 | 2004     | 2014    | 2024     |
| ---------- | ---- | -------- | ------- | -------- |
| Población  | 322  | 362      | 392     | 520      |
| Diferencia |      | +12,42 % | +8,28 % | +32,65 % |

| Año        | 2023 | 2024    |
| ---------- | ---- | ------- |
| Población  | 516  | 520     |
| Diferencia |      | +0,77 % |